# Kreuzgang St. Zeno (Bad Reichenhall)

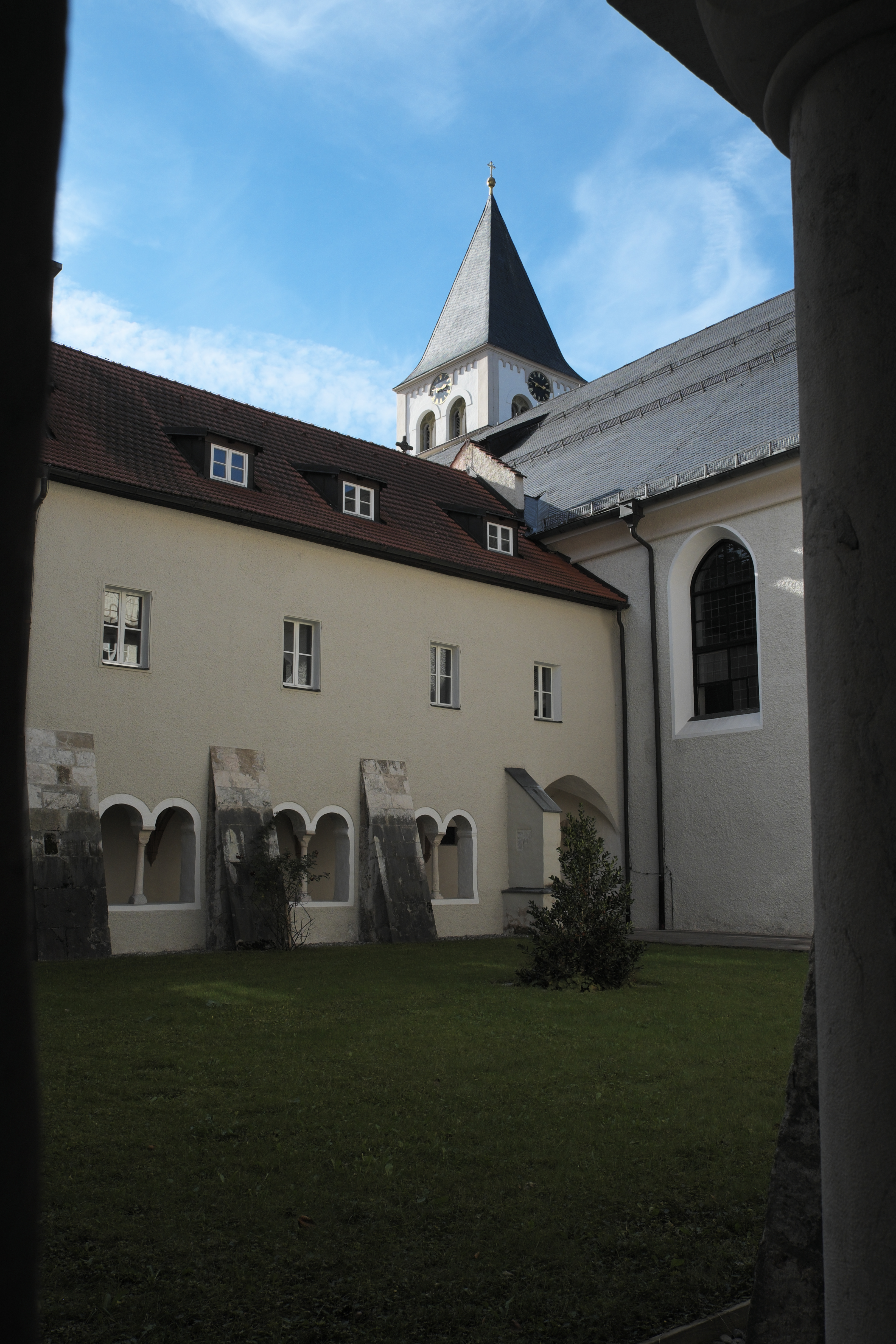
Kreuzgang St. Zeno

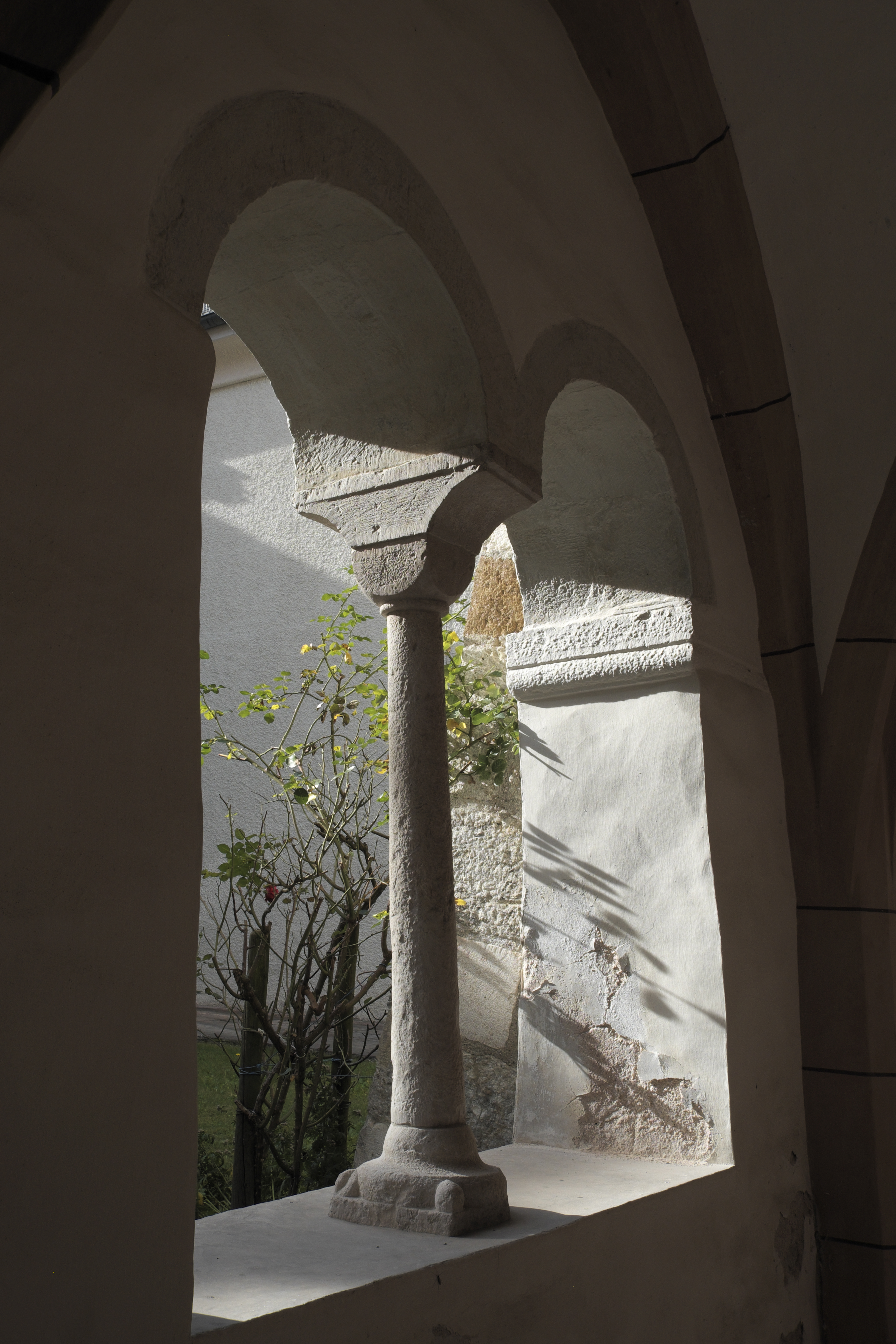
Säule mit Würfelkapitell

Der Kreuzgang St. Zeno ist der romanische denkmalgeschützte Kreuzgang des ehemaligen Kloster St. Zeno in Bad Reichenhall im oberbayerischen Landkreis Berchtesgadener Land. Er wurde vermutlich gegen Ende des 12. Jahrhunderts errichtet und gehört damit zu den ältesten Bauten des Klosters. Seit 1852 ist der Kreuzgang im Besitz der Maria-Ward-Schwestern, die bis zum Jahr 2000 in den Räumen des ehemaligen Klosters mehrere Schulen unterhielten.

## Architektur

### Überblick
Von den ursprünglich vier Flügeln des quadratischen Kreuzganges, der sich an die Südseite der Pfarrkirche St. Zeno anschließt, sind heute noch drei erhalten. Der Nordflügel, der nach der Säkularisation verfallen war, musste in der Mitte des 19. Jahrhunderts abgebrochen werden. Aus romanischer Zeit stammen die 60 Zentimeter bis einen Meter dicken Mauern und die rundbogigen Zwillingsarkaden, die auf einer hohen Sockelbank aufliegen. Der Kreuzgang gehört mit den ehemaligen Stiftsgebäuden zu den geschützten Baudenkmälern in Bayern.

### Säulen und Kapitelle
Die schlanken Säulen sind mit Kelch-, Blatt- und Würfelkapitellen ausgestattet, einige sind mit Flechtband verziert. Das häufig wiederkehrende Flechtbandornament symbolisiert als Viergeflecht die Welt, als Dreigeflecht die göttliche Dreifaltigkeit. Die Säulenbasen sind meist mit Eckknollen versehen oder es wurden umgestürzte Würfelkapitelle verwendet.

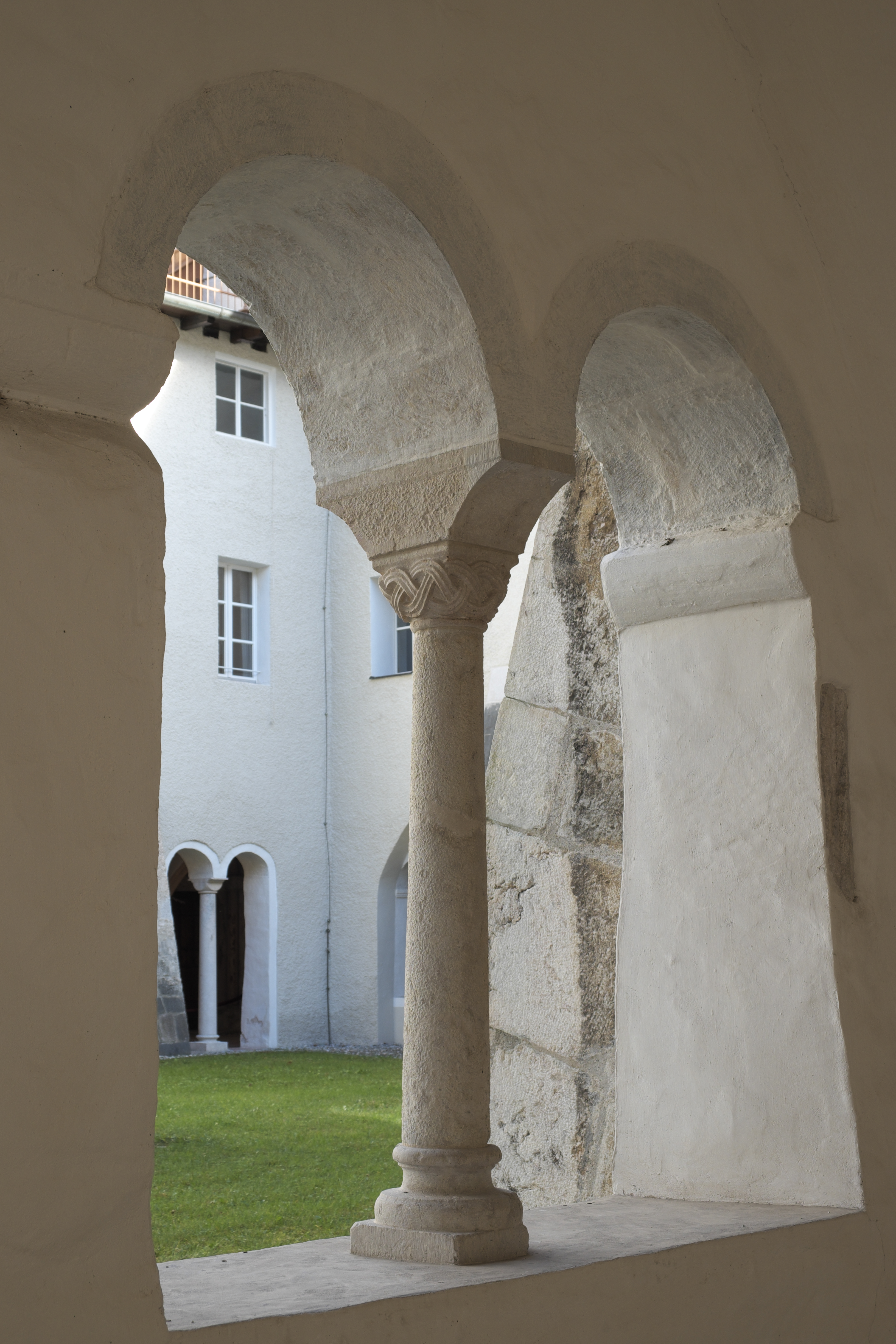
Zwillingsarkade, Kapitell mit Flechtband
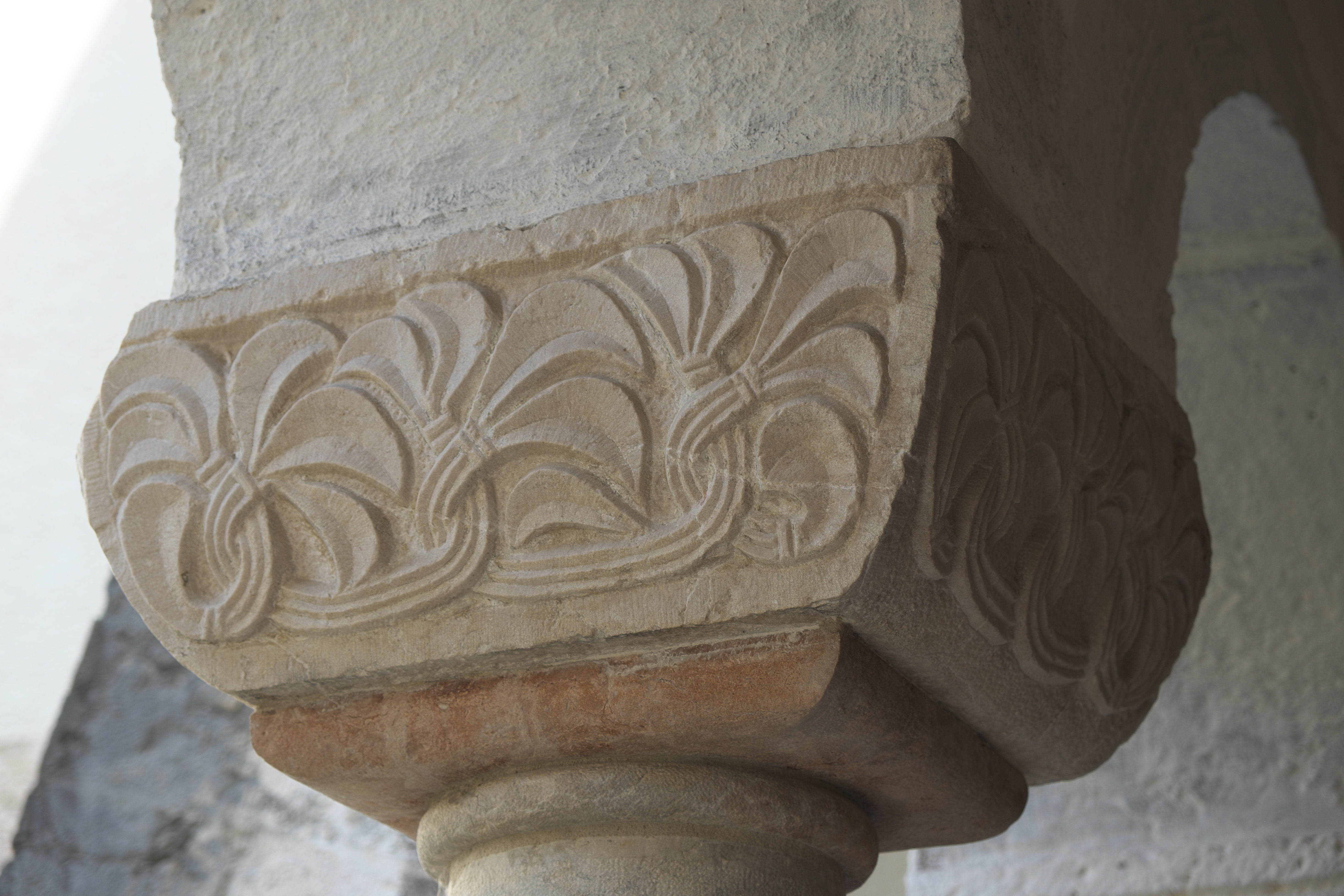
Kapitell mit Flechtband
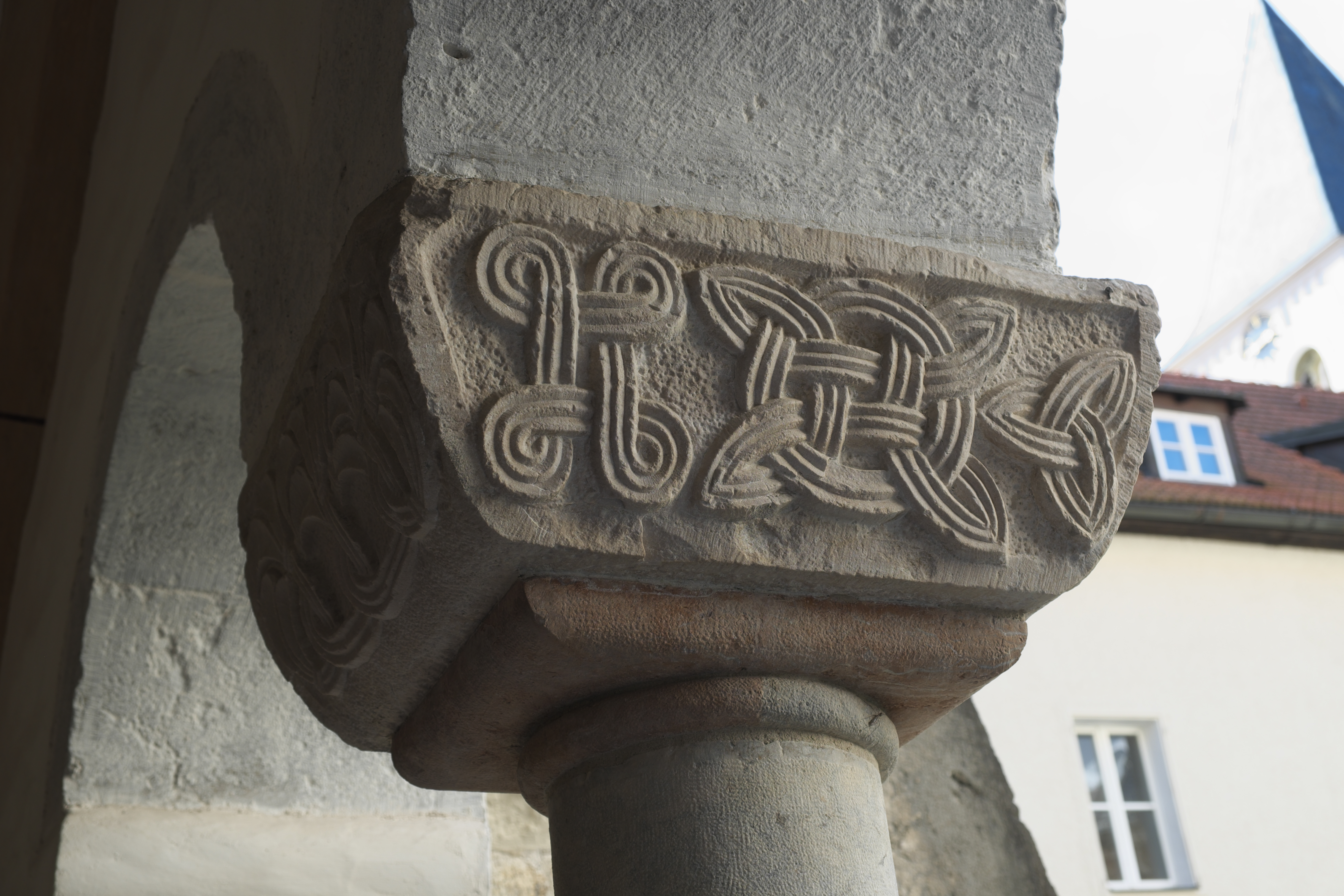
Kapitell mit Flechtband
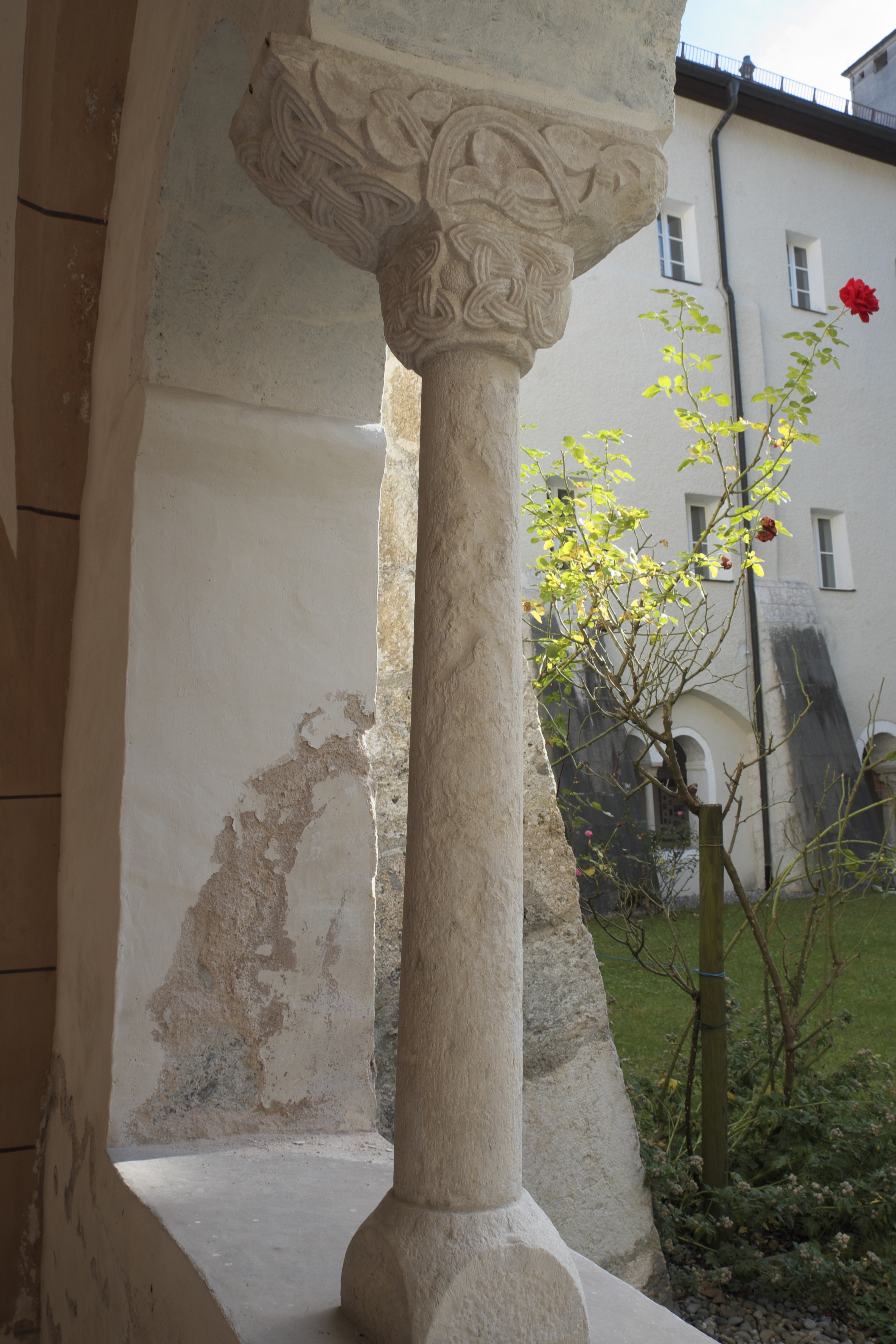
Kapitell mit Flechtband, umgestürztes Würfelkapitell als Basis

### Schlusssteine
In der zweiten Hälfte des 14. Jahrhunderts wurden die ursprünglich flachen Holzdecken durch gotische Kreuzrippengewölbe ersetzt. Aus dieser Zeit stammen die Schlusssteine, die mit Blütenrosetten, Wappen und figürlichen Darstellungen verziert sind. Auf einem Schlussstein ist Bischof Zeno, der Schutzpatron des Klosters, mit seinem Attribut, den zwei Fischen, dargestellt. Auf anderen Schlusssteinen sieht man einen Greifen und ein weiteres Fabeltier, einen Steinbock und einen Löwen. Ein Sündenbock ist mit einem Seil an einen Baum gefesselt, der Kopf eines Grünen Mannes ist von Blättern umgeben, die aus seinem Mund wachsen. Ein Schlussstein ist mit Weinlaub und Trauben verziert. Ein Relief zeigt das Lamm Gottes, ein anderes die segnende Hand Gottes. Auf einem Schlussstein ist der von Strahlen umgebene Christuskopf dargestellt, auf einem weiteren Christus im Grab.

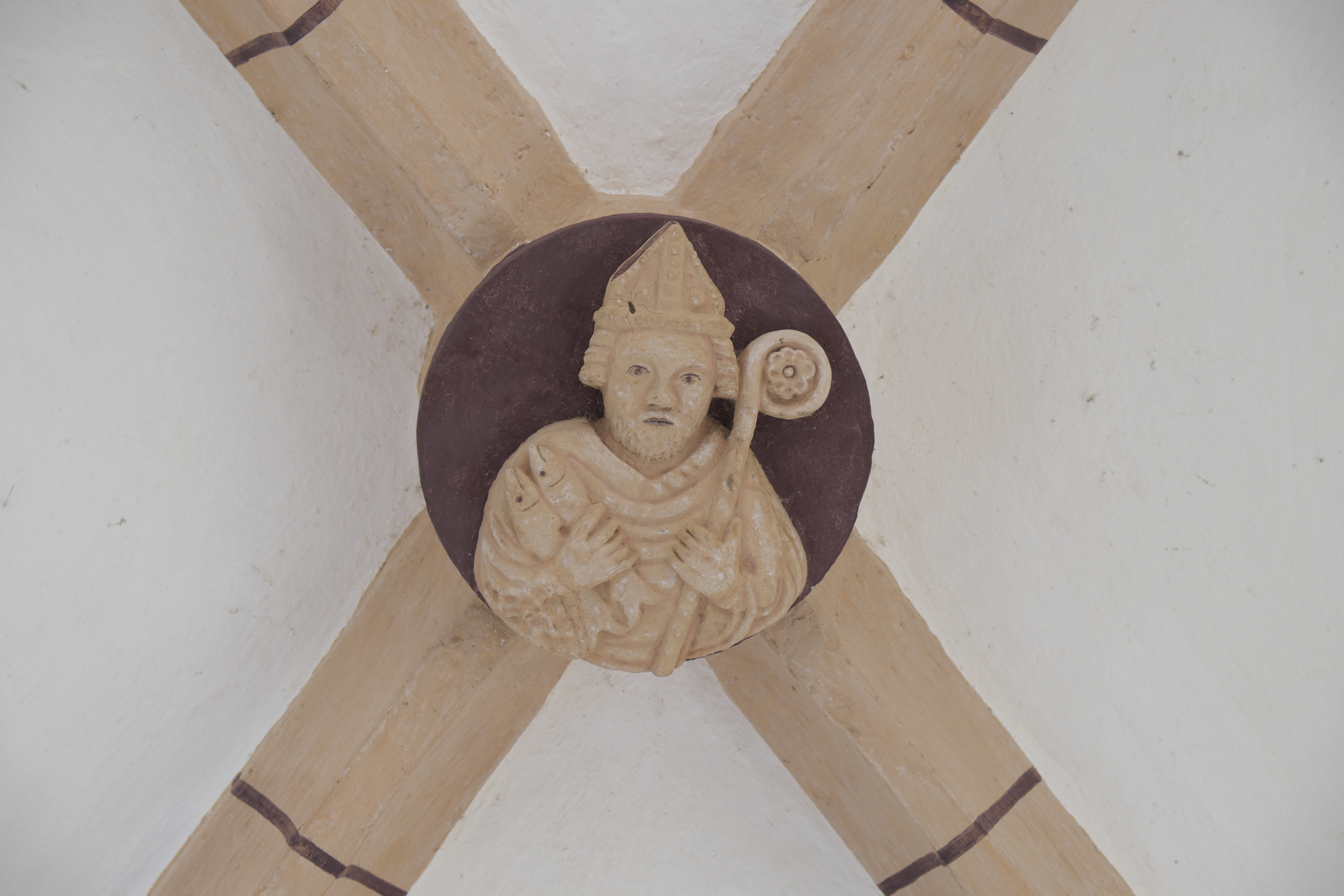
Heiliger Zeno
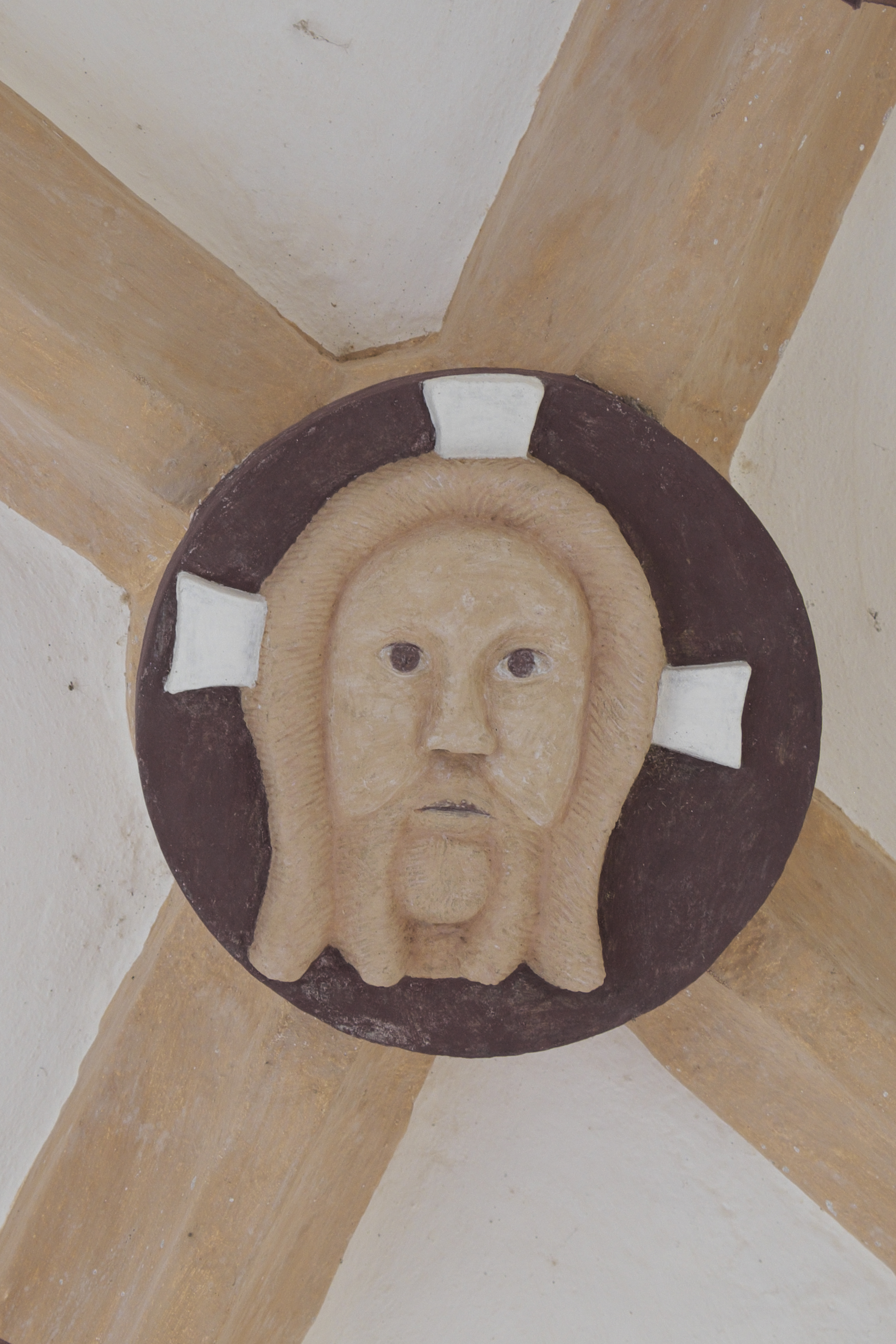
Christuskopf
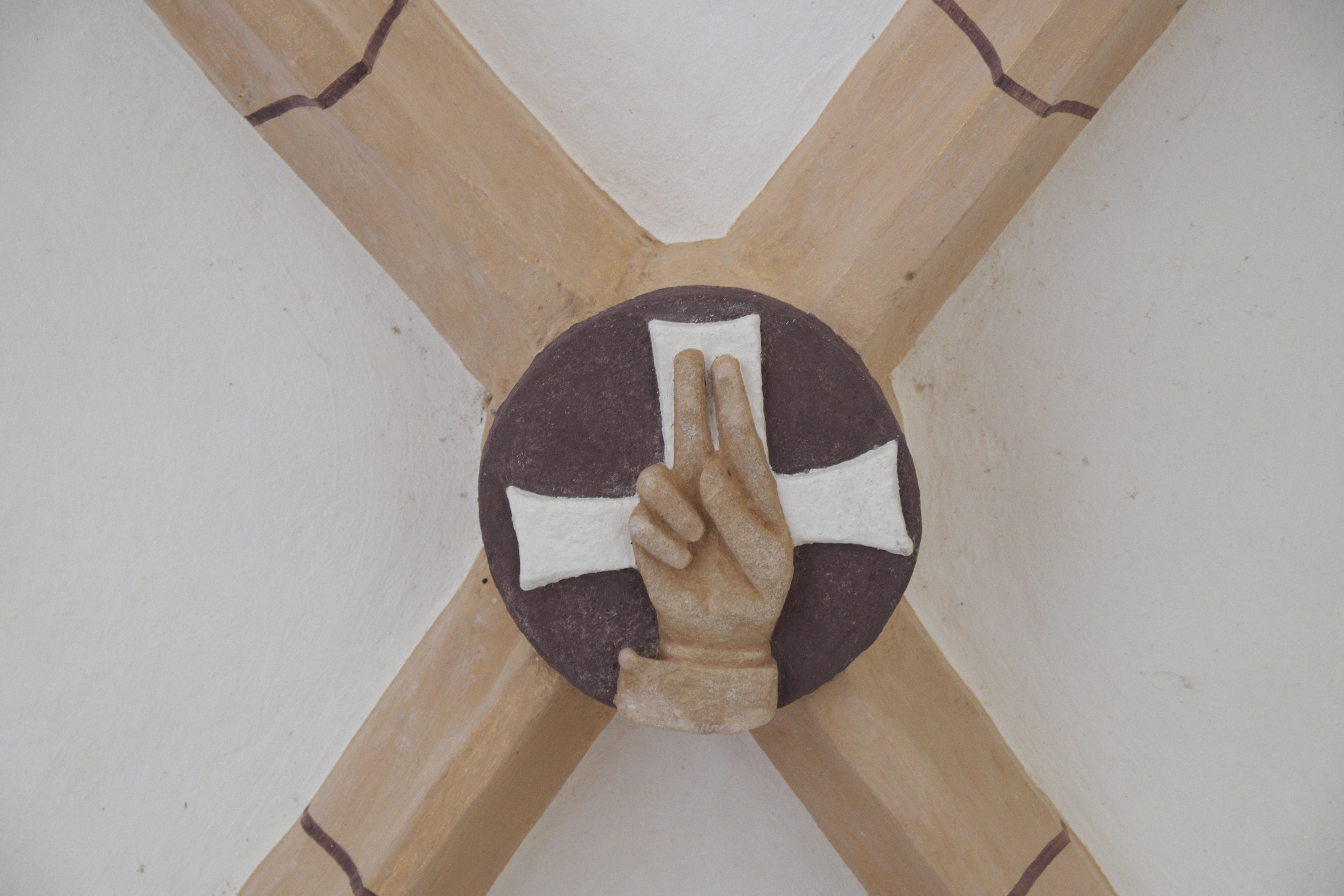
Hand Gottes
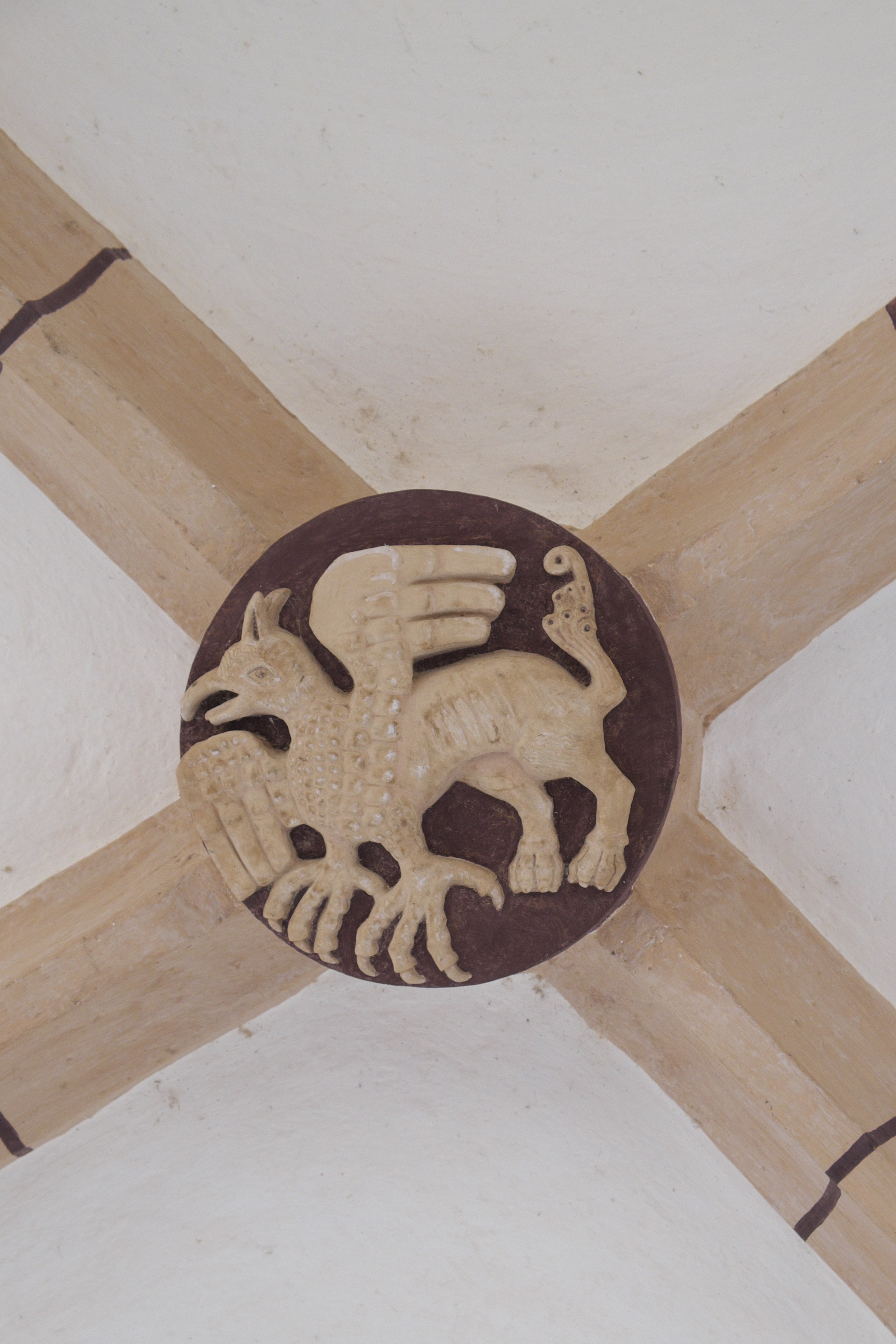
Greif
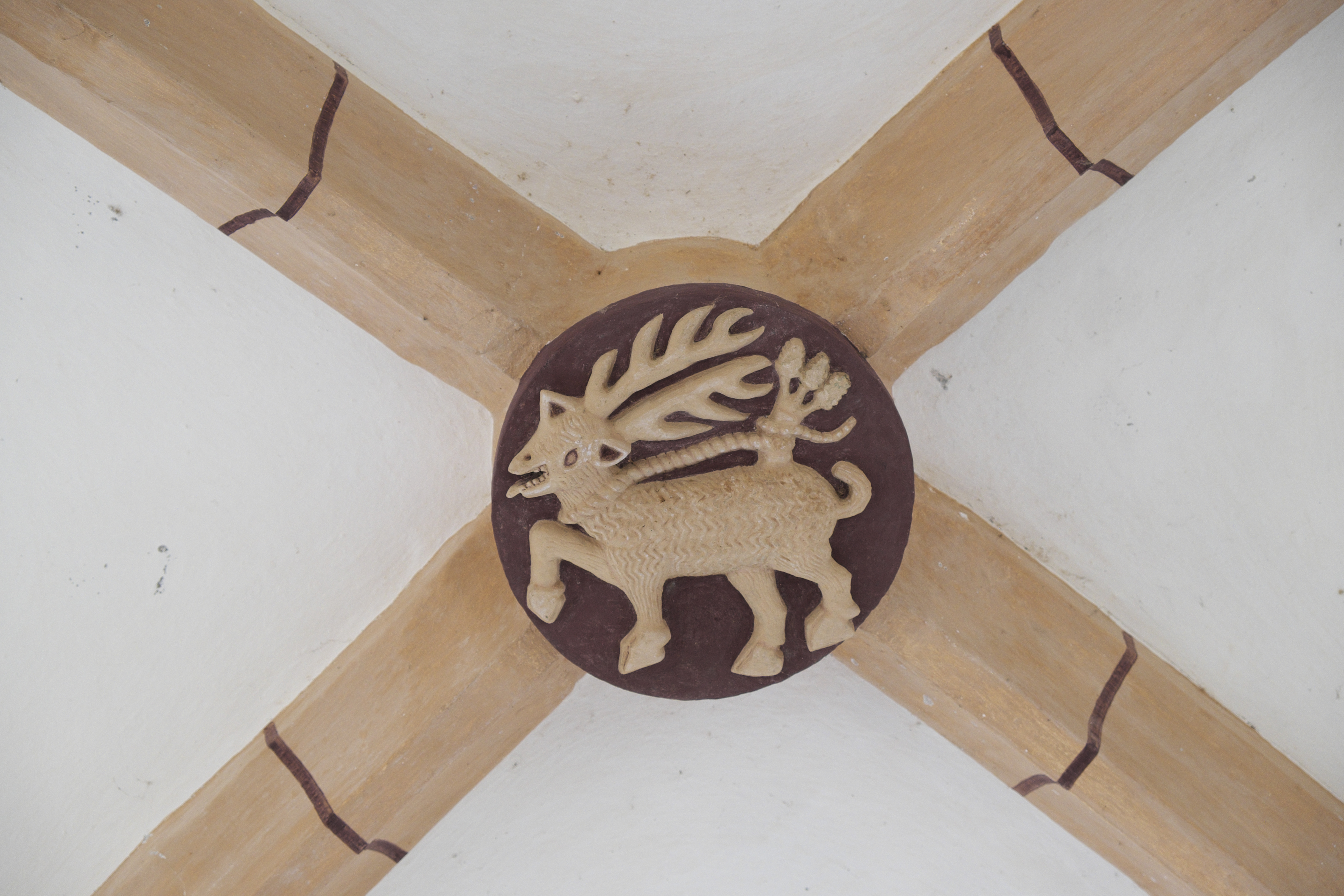
Sündenbock
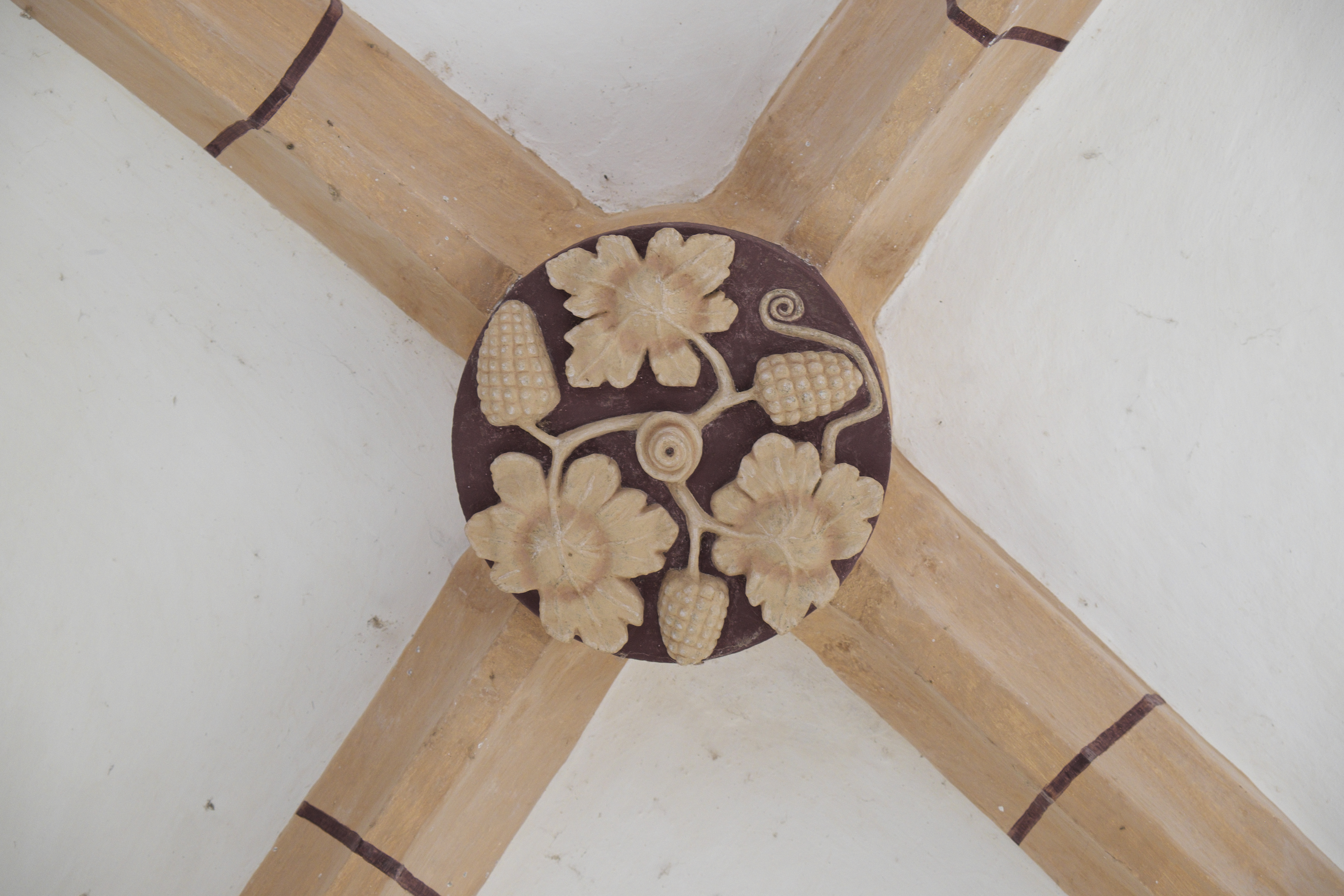
Trauben und Weinlaub
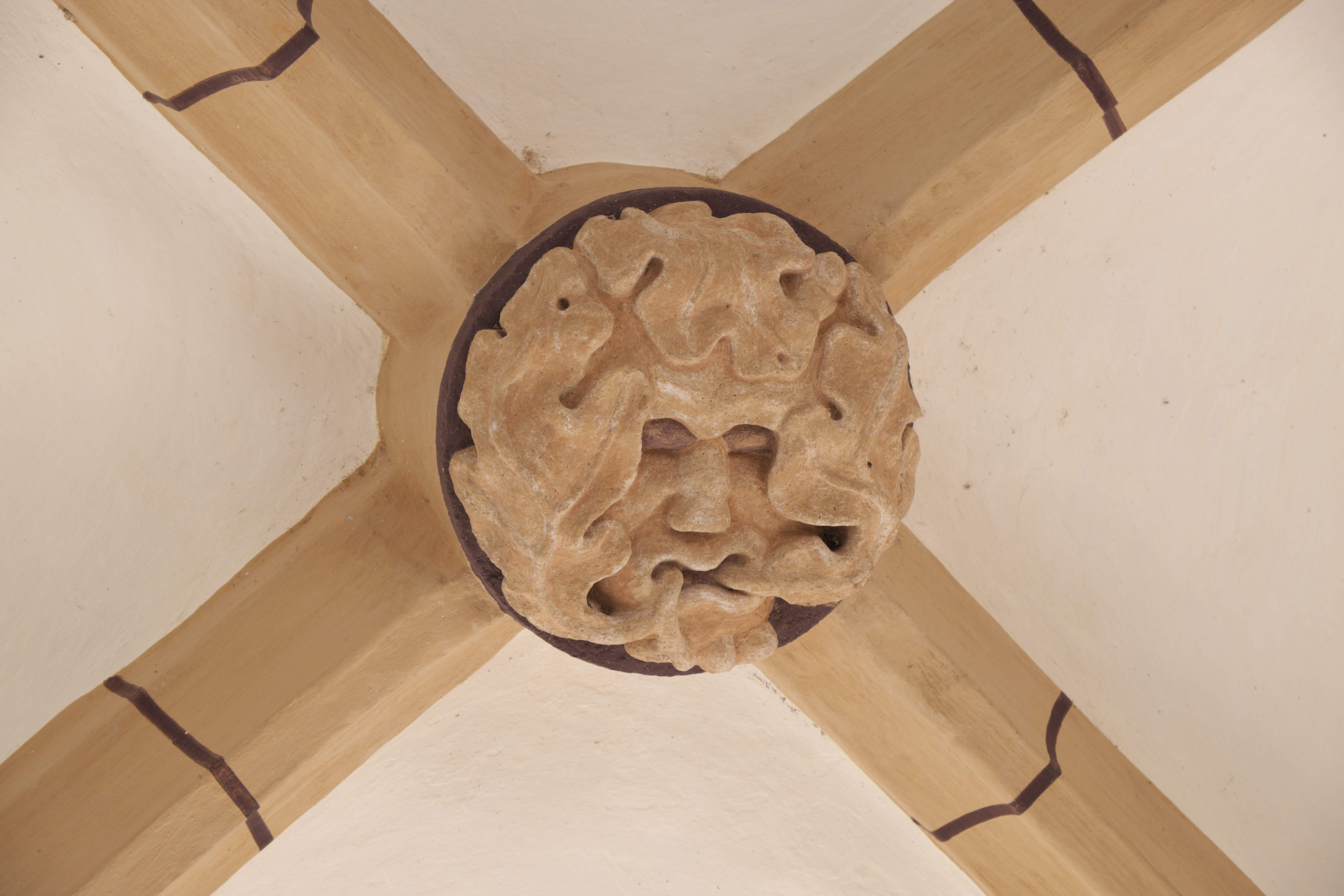
Grüner Mann

## Ostflügel

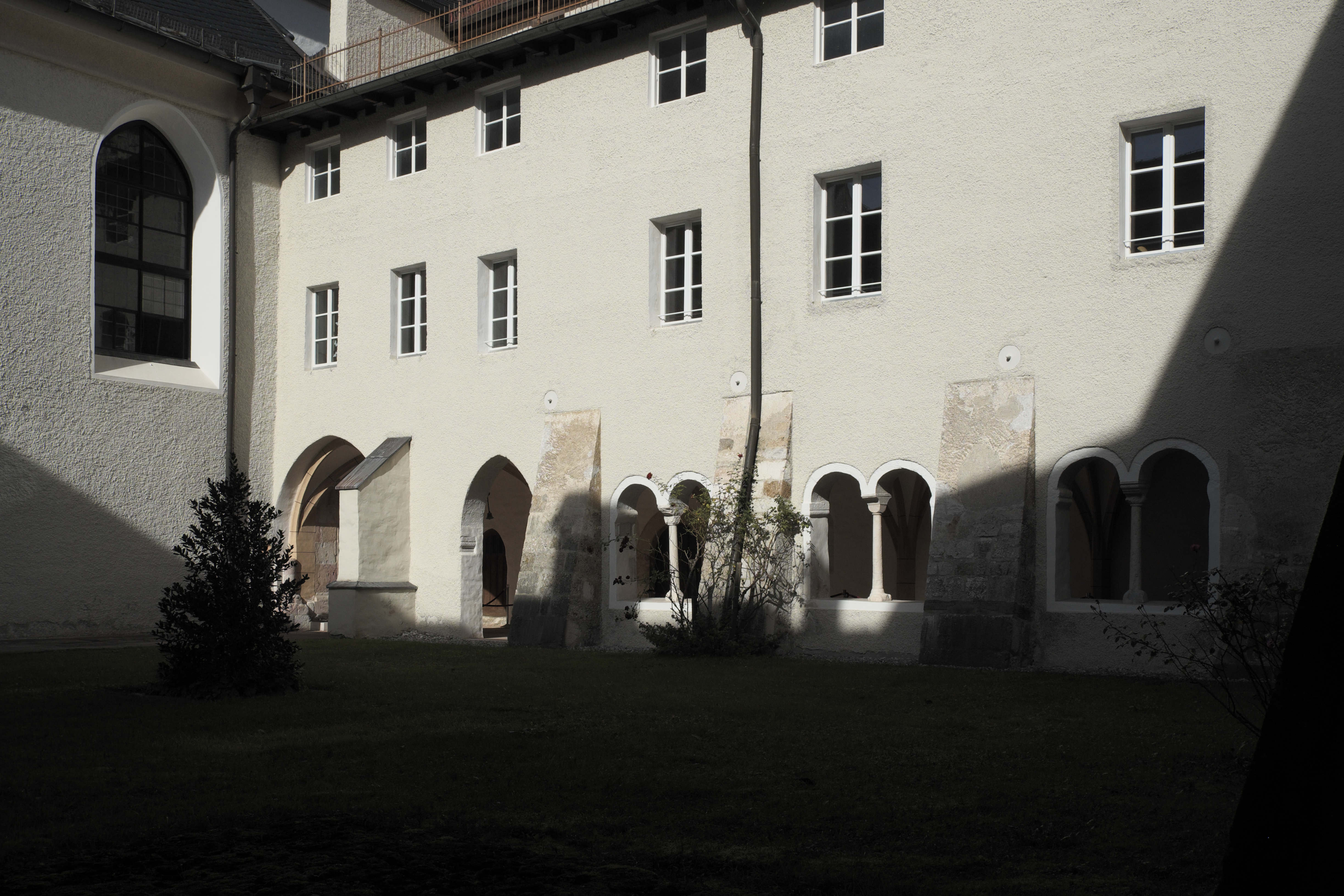
Ostflügel

Im Ostflügel öffnet sich ein schlichtes romanisches Rundbogenportal zum Kapitelsaal, seitlich sind noch zwei kleine Arkadenöffnungen erhalten. Die linke Arkade liegt auf einer Doppelsäule auf, die hintere Säule besitzt ein einfaches Kelchkapitell, die vordere Säule ein mit stilisierten Blättern und Knospen skulptiertes Kapitell. Die rechte Arkade ruht auf einer einfachen Säule mit einem Kelchkapitell, dessen Ecken mit großen, stilisierten Blättern verziert sind.
Die Portale an der Nord- und Südseite des Ostflügels werden ins frühe 13. Jahrhundert datiert, beide werden von Säulen mit Blattkapitellen gerahmt. Das Portal an der Nordseite führt in die südliche Chorkapelle, die ab 1859 von den Maria-Ward-Schwestern als Gruft genutzt wurde. Der Türsturz ist mit Flechtbandornament überzogen.
An die Ostseite des Kreuzgangs schloss sich vermutlich das Dormitorium an.

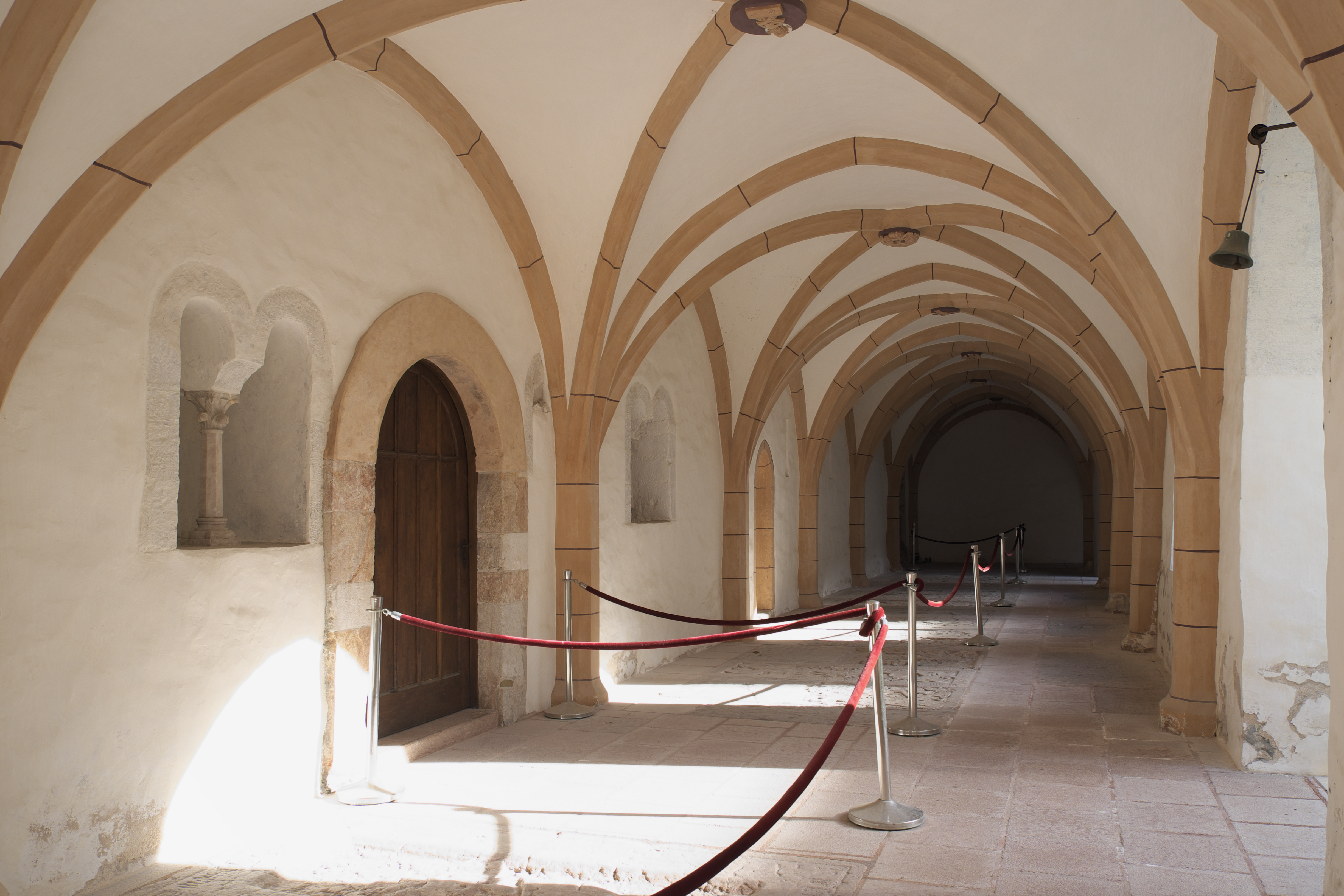
Portal zum Kapitelsaal
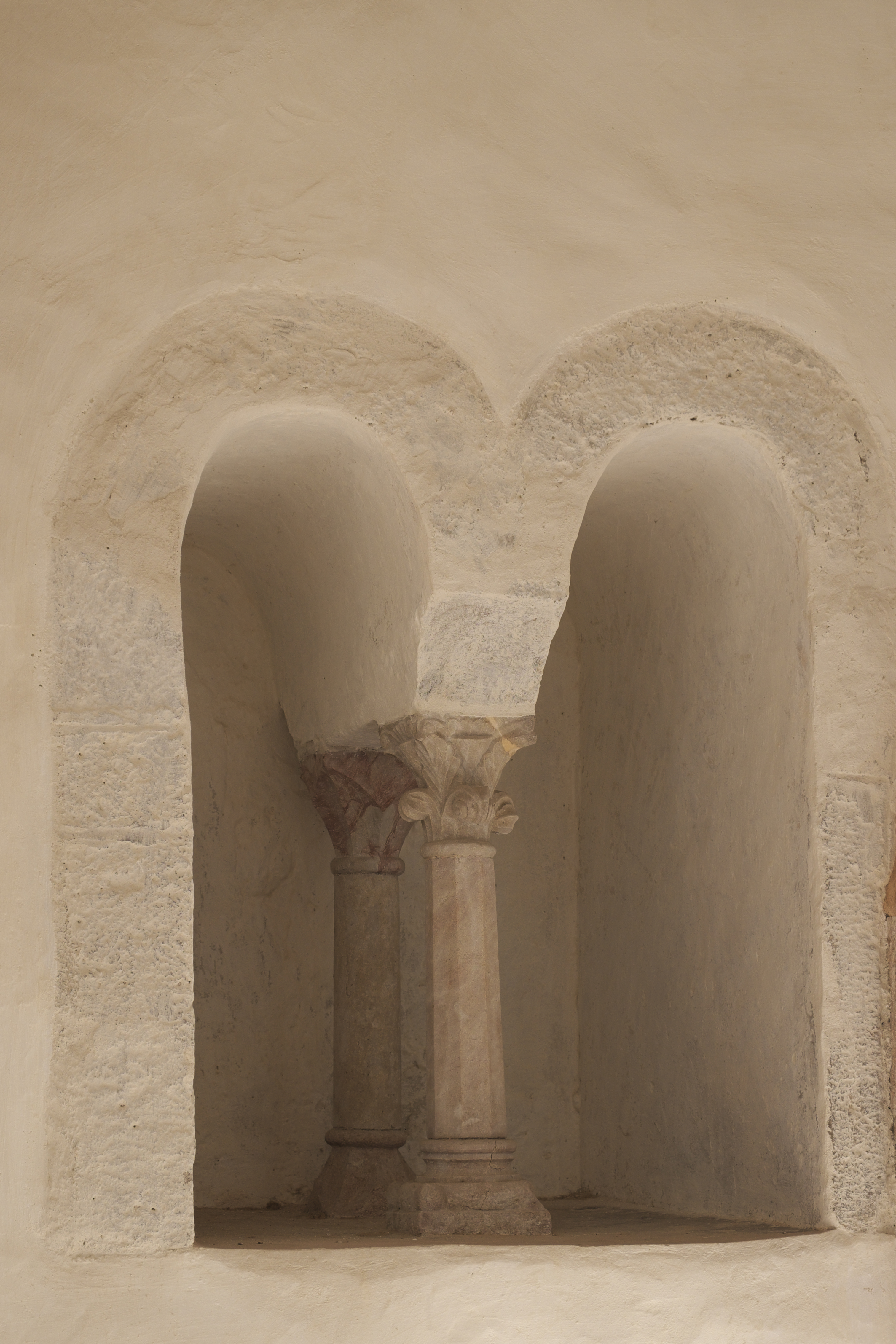
Zwillingsarkade mit Doppelsäule links am Kapitelsaal
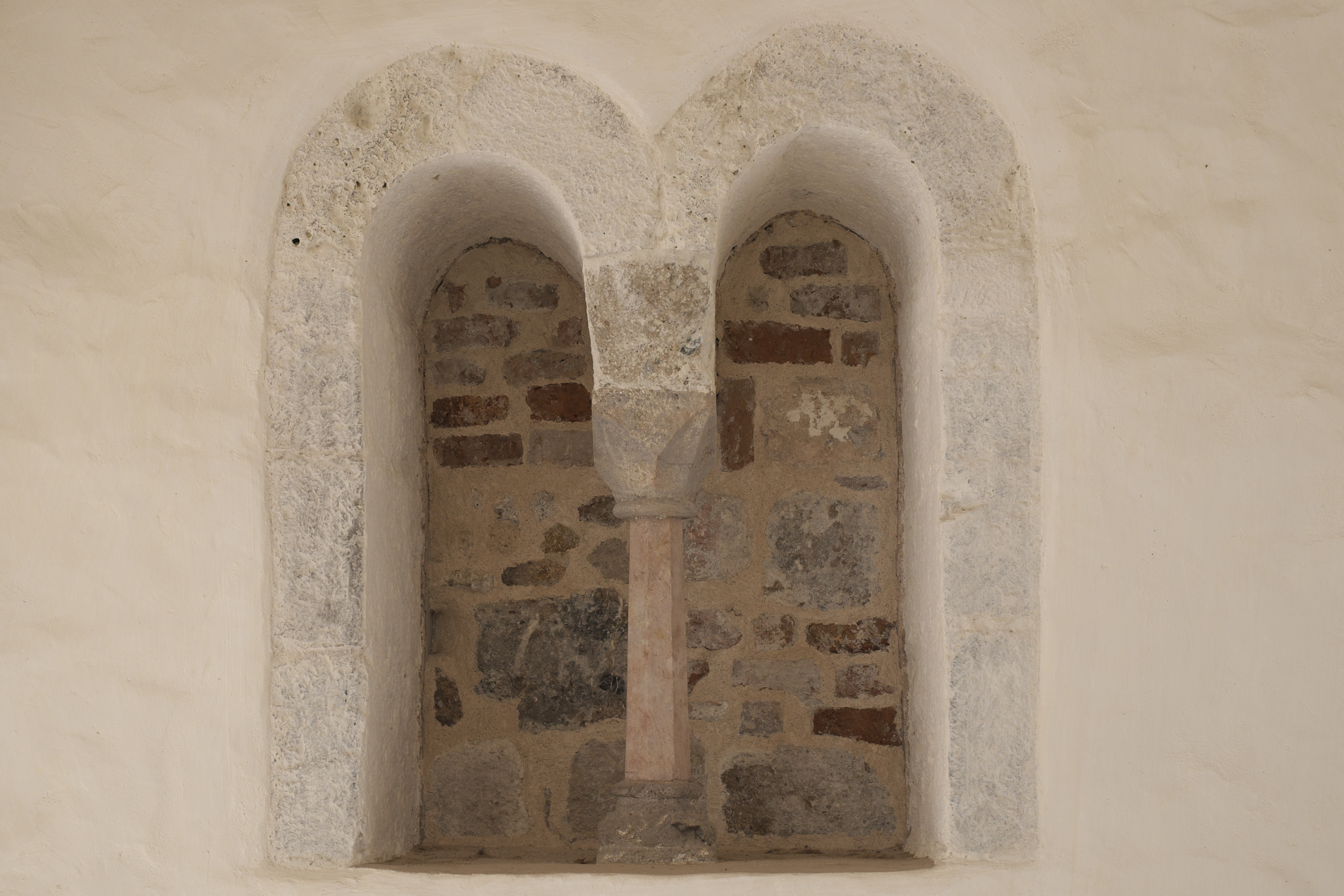
Zwillingsarkade mit einfacher Säule rechts am Kapitelsaal
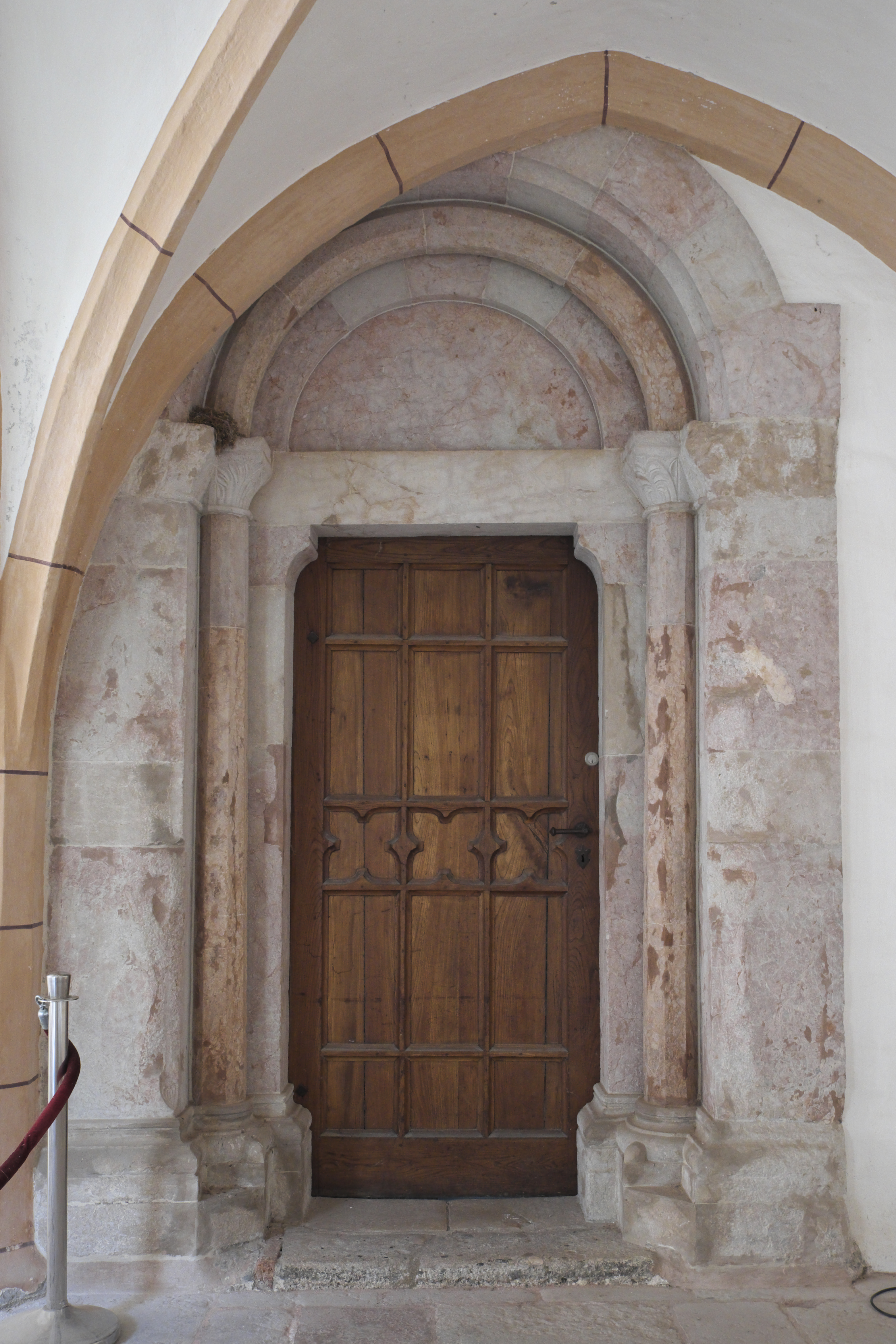
Portal an der Südseite des Ostflügels
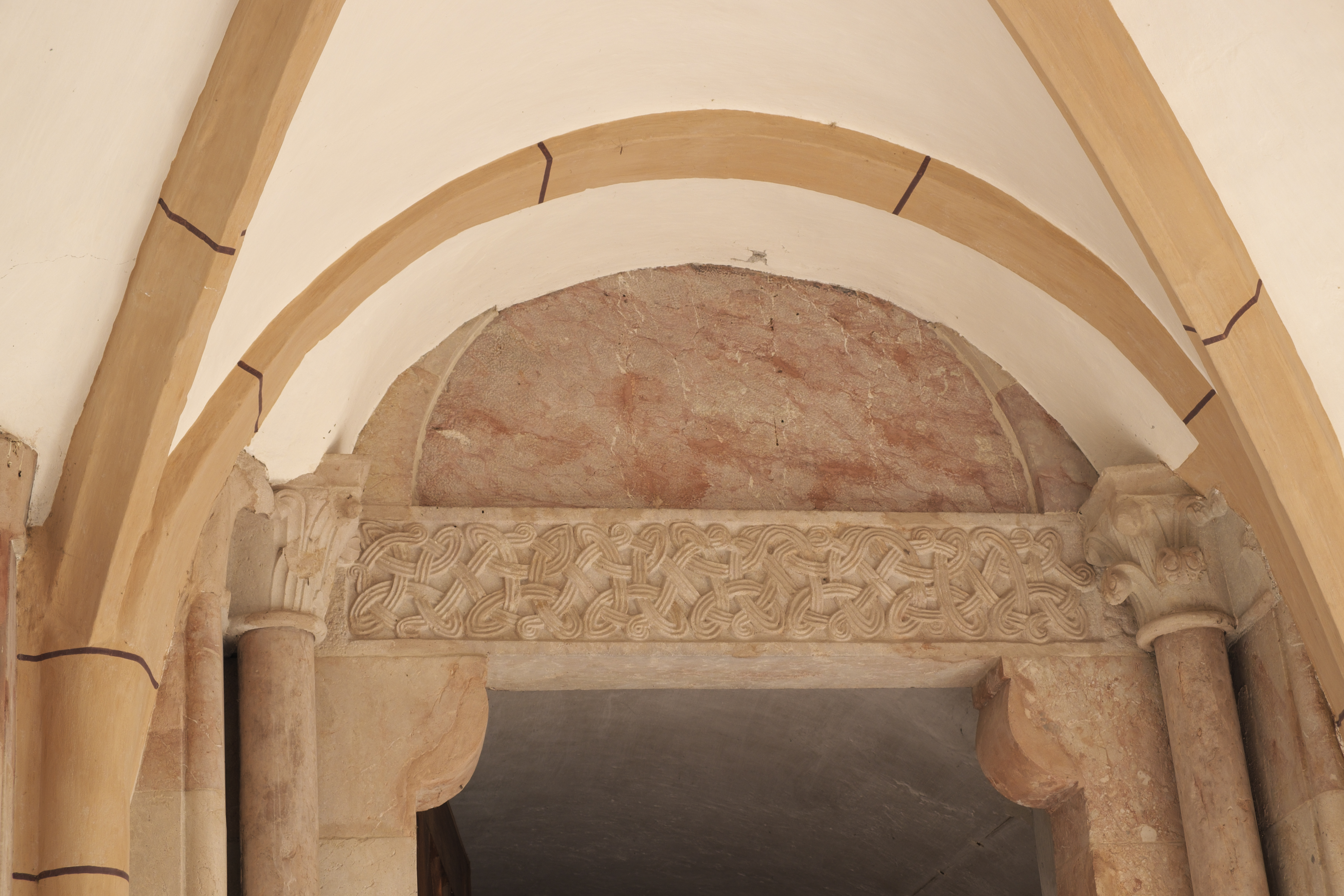
Türsturz mit Flechtband am Portal an der Nordseite des Ostflügels

## Südflügel

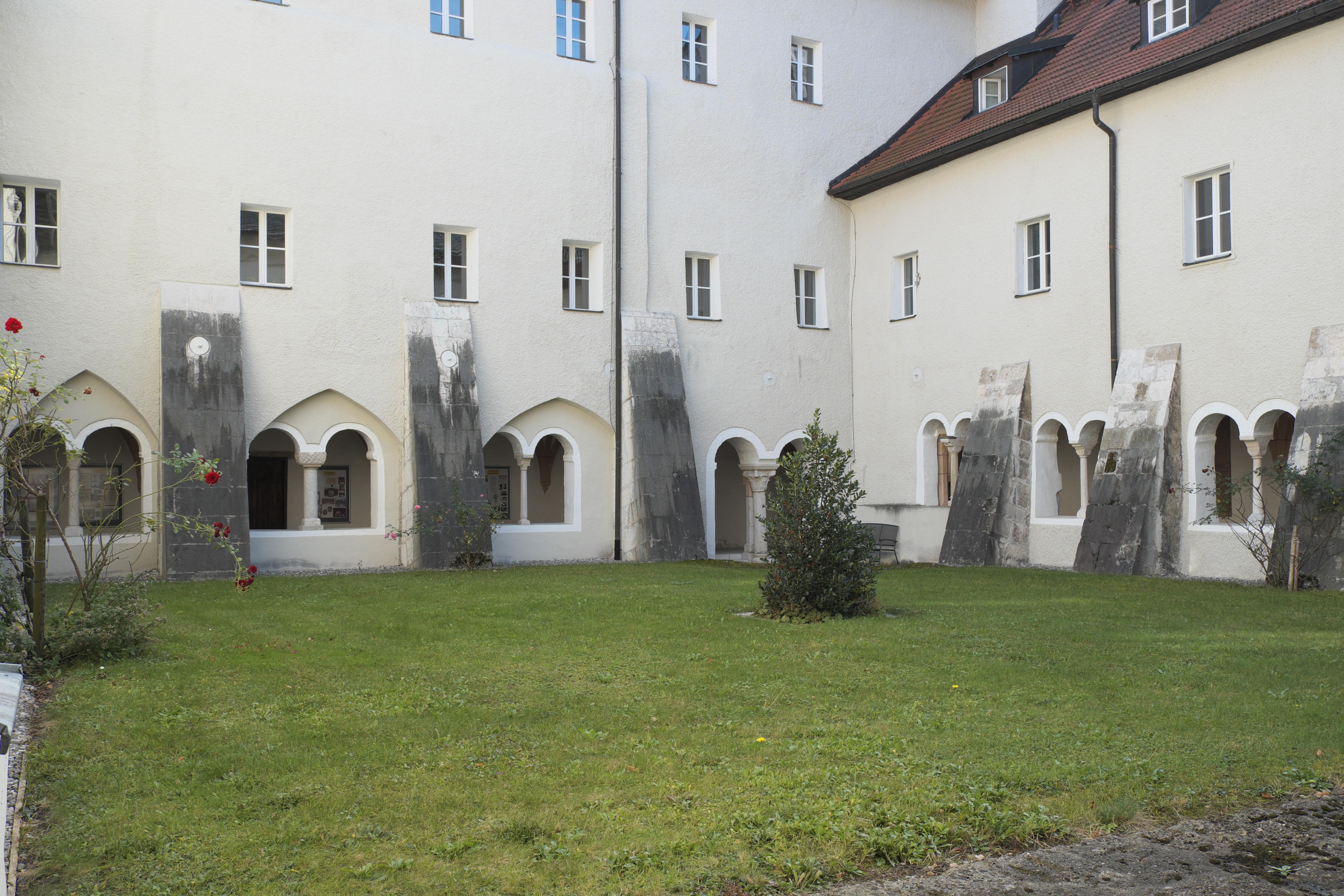
Südflügel (links) und Westflügel (rechts)

Im Südflügel führt eine Tür in das ehemalige Refektorium. Für den Türsturz wurde das Fragment eines Epitaphs verwendet. In der Südwestecke öffnet sich eine Zweierarkade in den Innenhof. Bei der Restaurierung in den Jahren von 1999 bis 2001 wurden dort Fundamente freigelegt, die vielleicht zu einem Brunnenhaus gehörten. Die große romanische Mittelsäule der Arkade besitzt ein Blattkapitell, der Säulenschaft ist mit Flechtbandornament verziert.

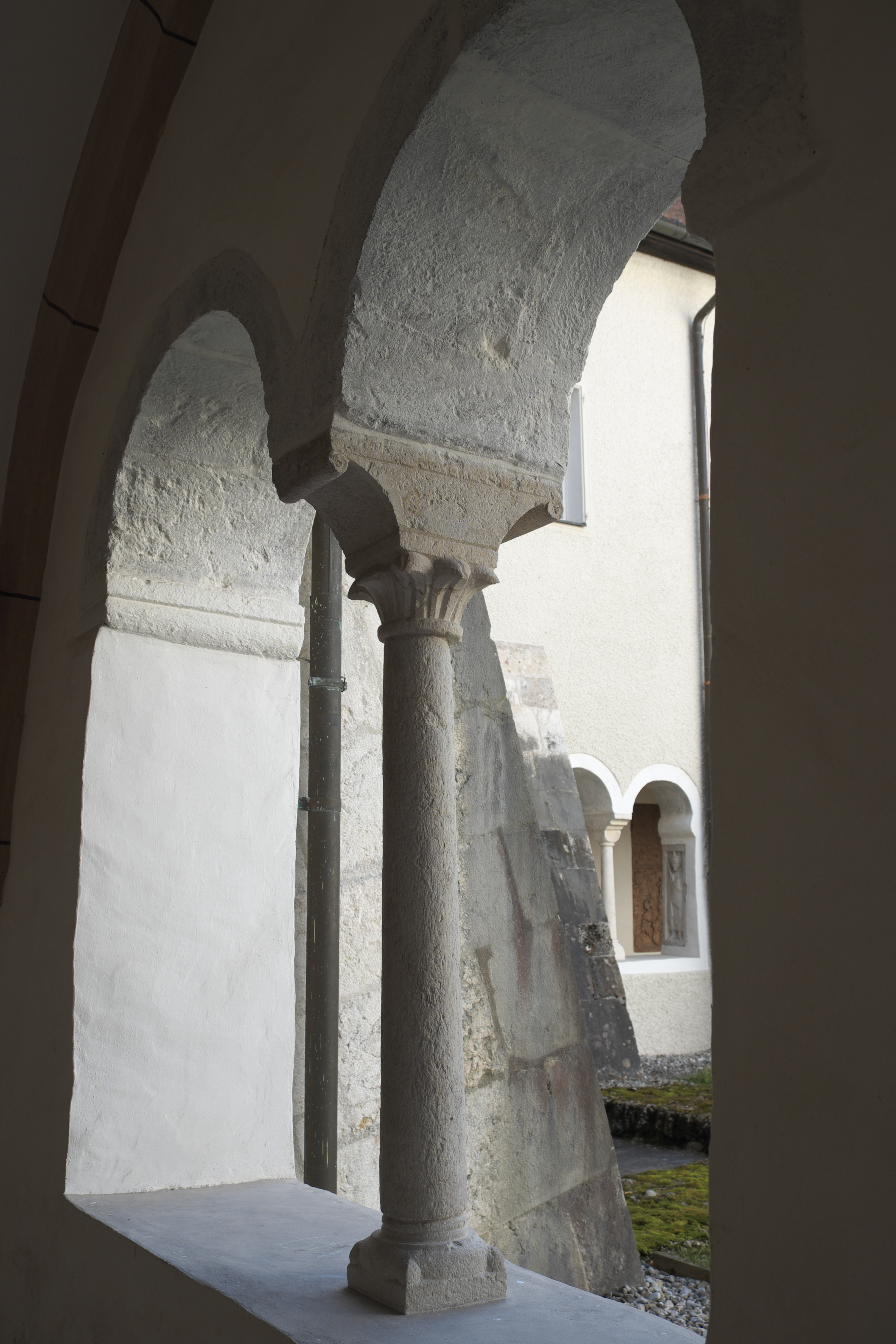
Arkade im Südflügel
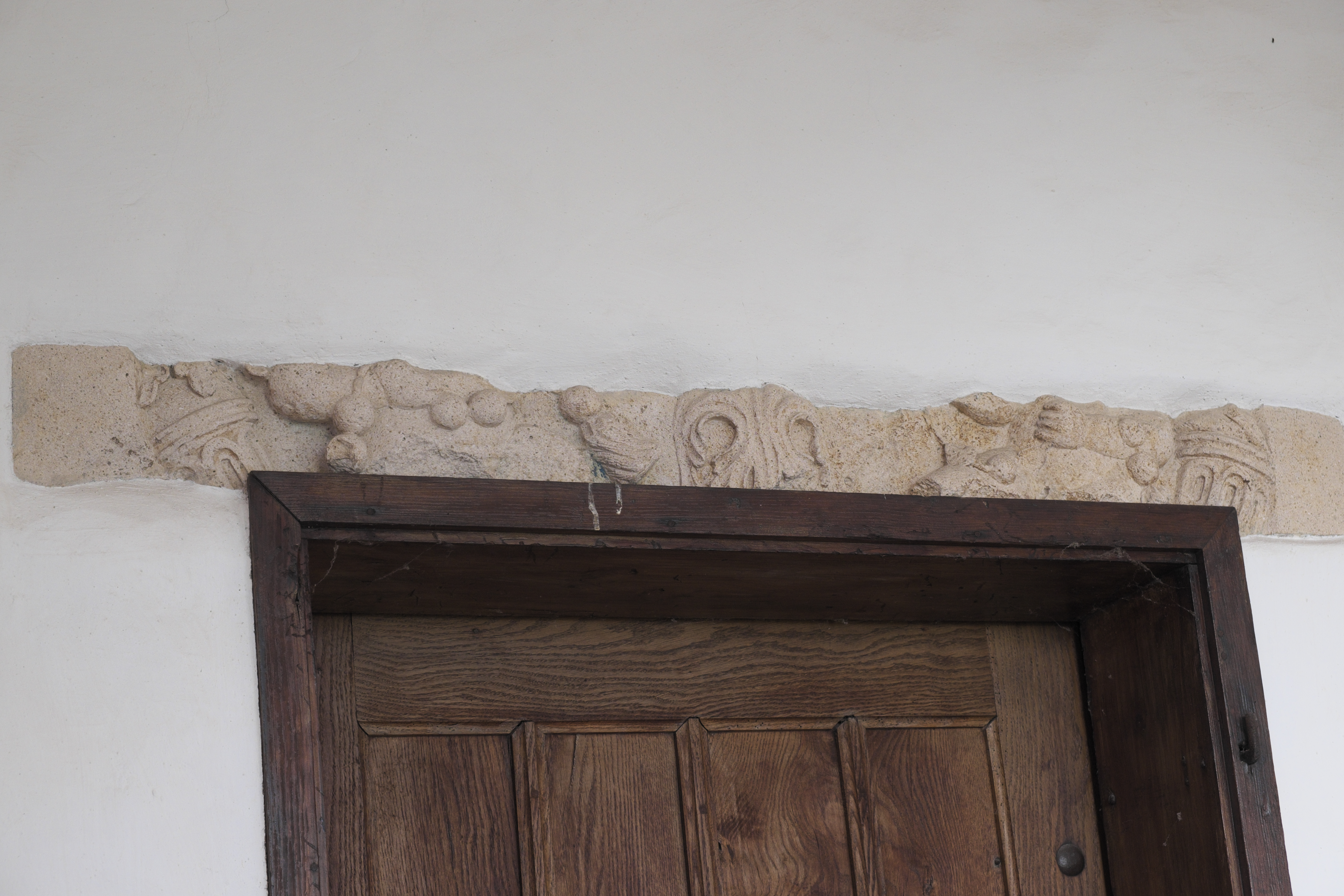
Fragment eines Epitaphs als Türsturz
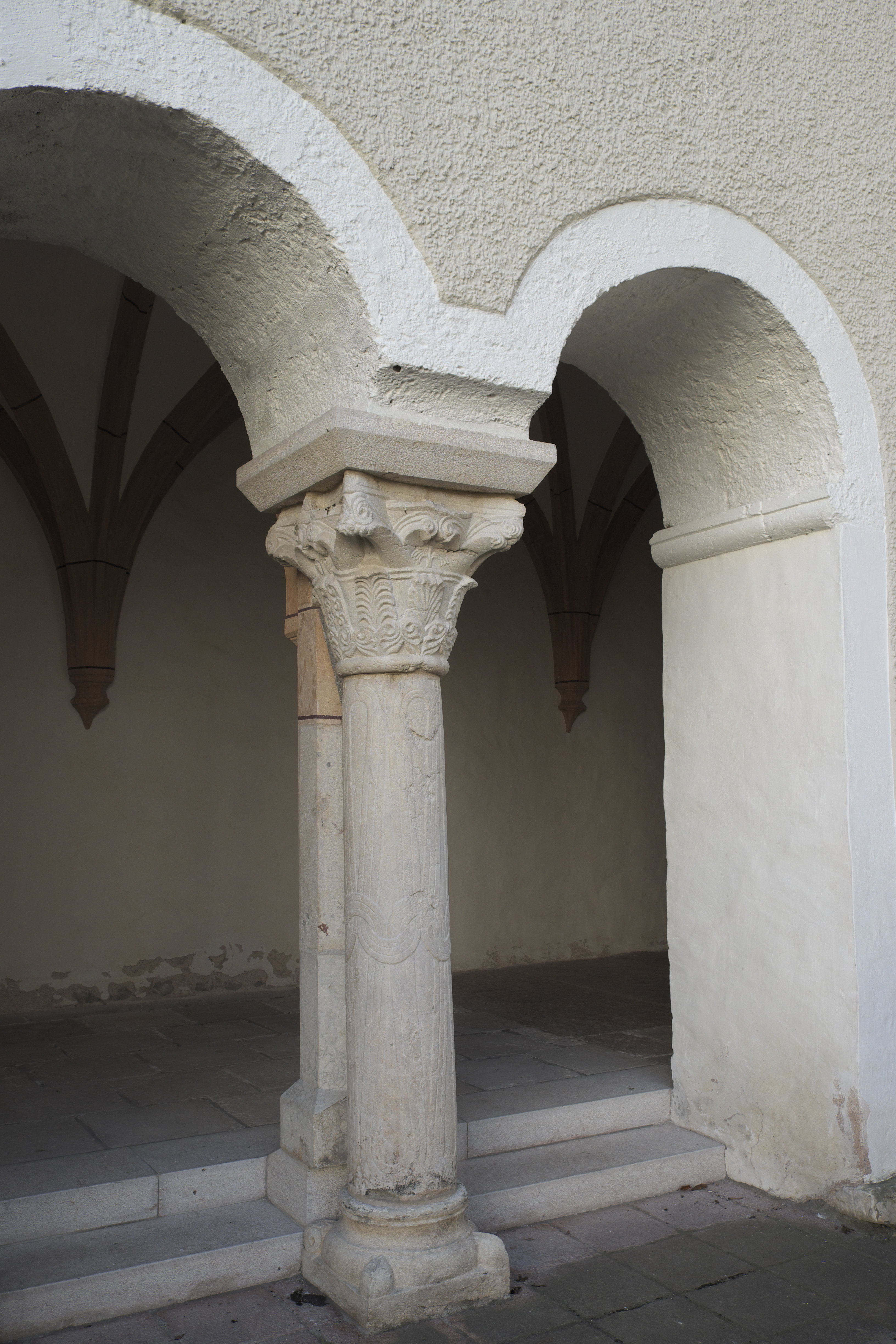
Zugang zum Innenhof

## Westflügel

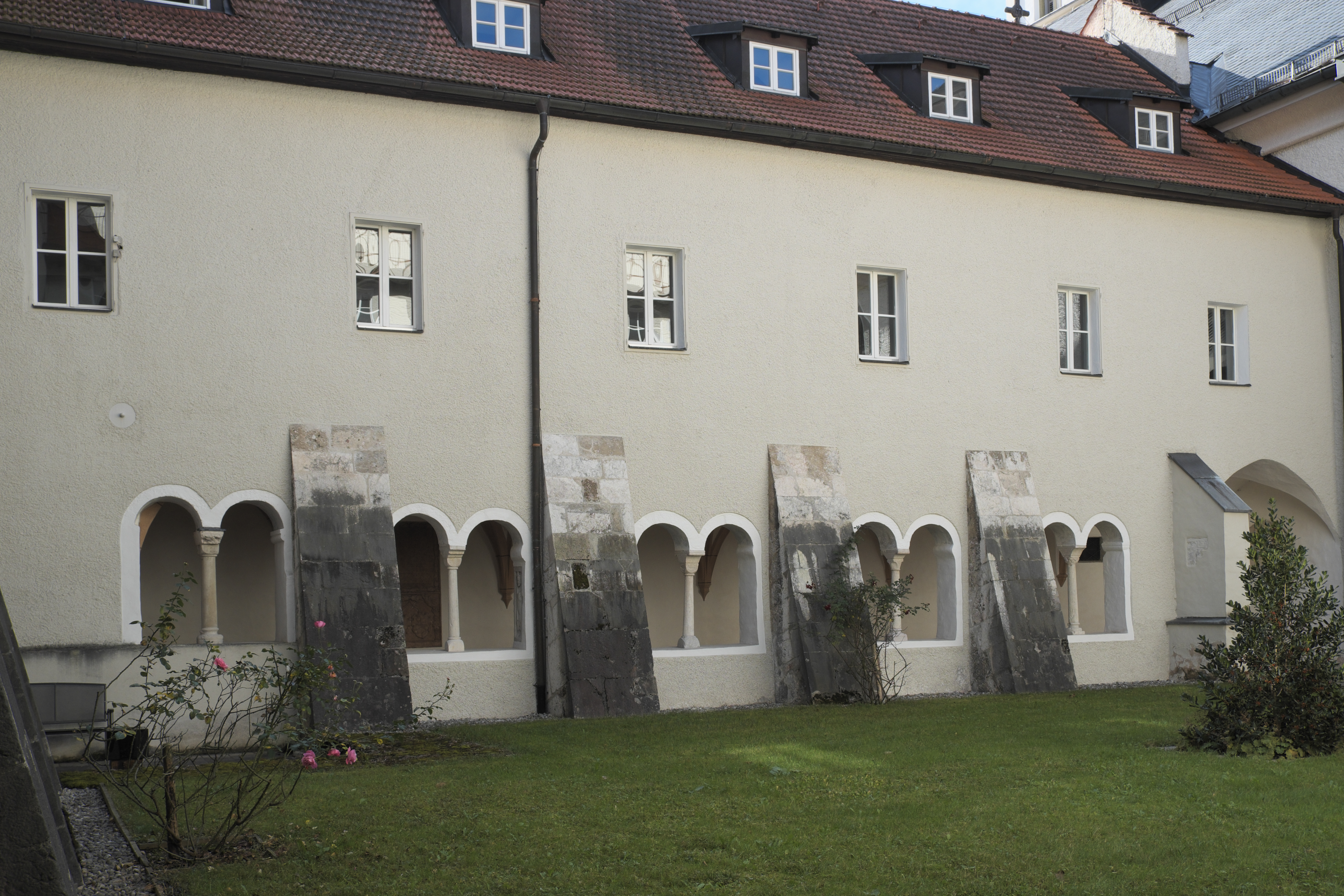
Westflügel

In der Mitte des Westflügels sind in einen Pfeiler zwei Hochreliefs eingelassen. Eine Darstellung zeigt Kaiser Friedrich I. Barbarossa, in Kleidung und Habitus Karls des Großen, mit Krone, Zepter und Reichsapfel. Kaiser Barbarossa gilt als Wohltäter und Schutzherr des Klosters. Die Inschrift Fridericus wird in spätromanische Zeit datiert. Das andere Relief stellt eine Fabel des griechischen Dichters Äsop dar. Ein Kranich holt mit seinem Schnabel aus dem Schlund eines Wolfes einen Knochen, den dieser verschluckt hatte, und fordert den dafür versprochenen Lohn, worauf der Wolf entgegnet, es sei genug des Lohnes, dass er ihm nicht den Kopf abgebissen habe. Die Fabel steht für den Undank der Herrschenden, das friedliche Reh unter der Szene soll die unbeteiligten Klosterbewohner repräsentieren.
An der Nordseite des Westflügels ist ein romanisches Tympanon in die Wand eingelassen, das aus der vor 1208 geweihten und 1803 abgebrochenen, ehemals vor der Reichenhaller Stadtmauer gelegenen Kirche St. Peter stammt. Das Relief stellt die Schlüsselübergabe an den Apostel Petrus dar.

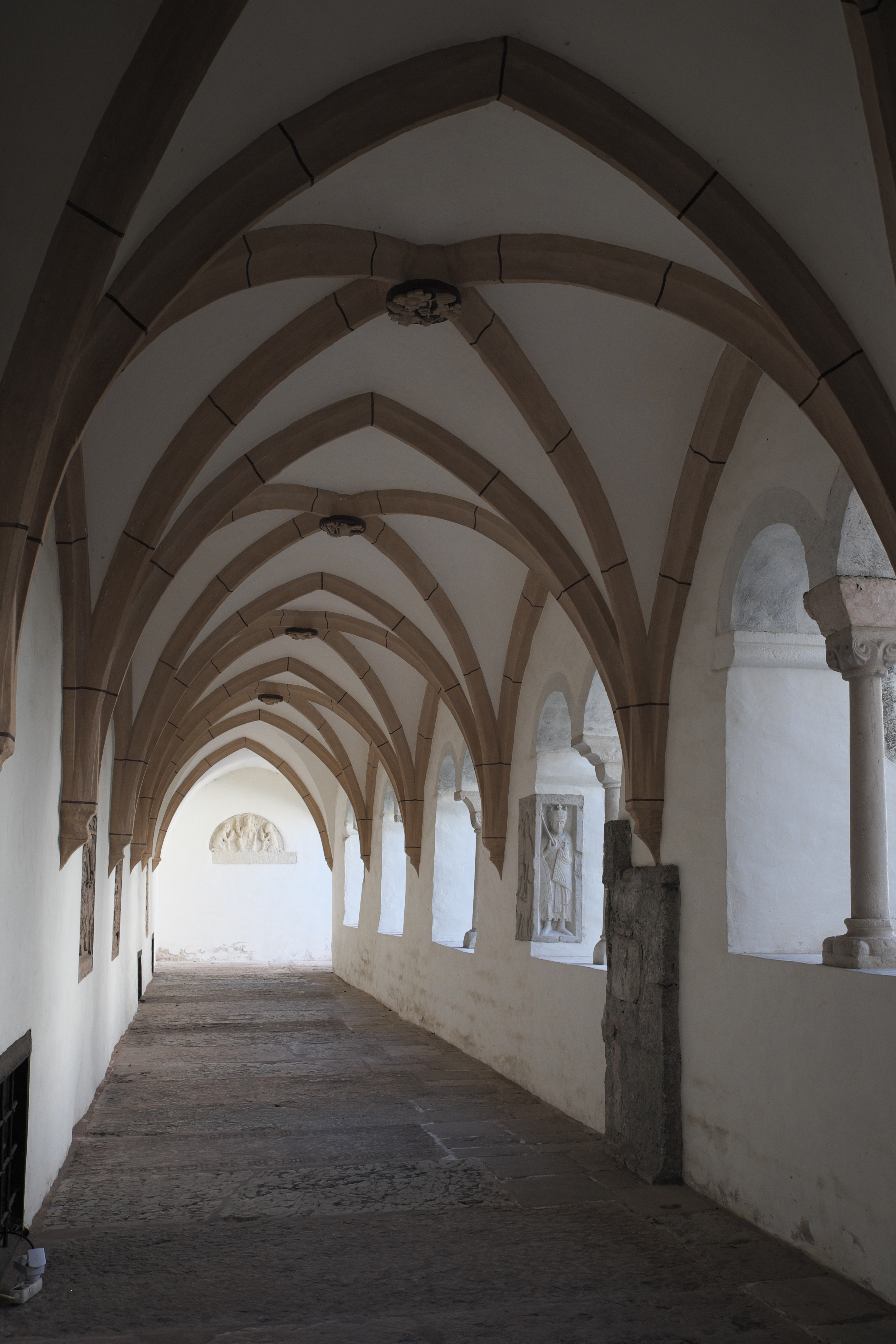
Westflügel
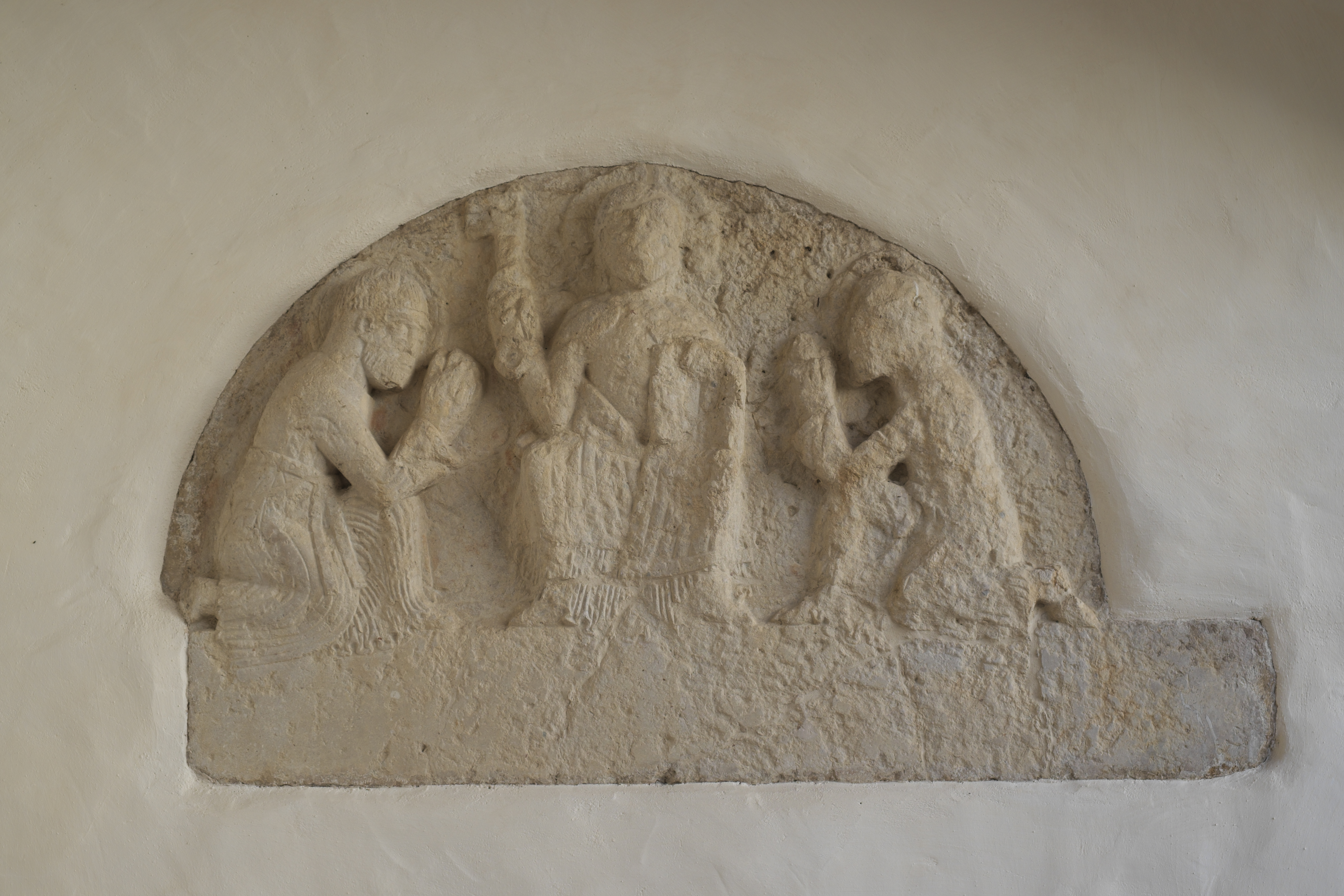
Tympanon der ehemaligen Kirche St. Peter
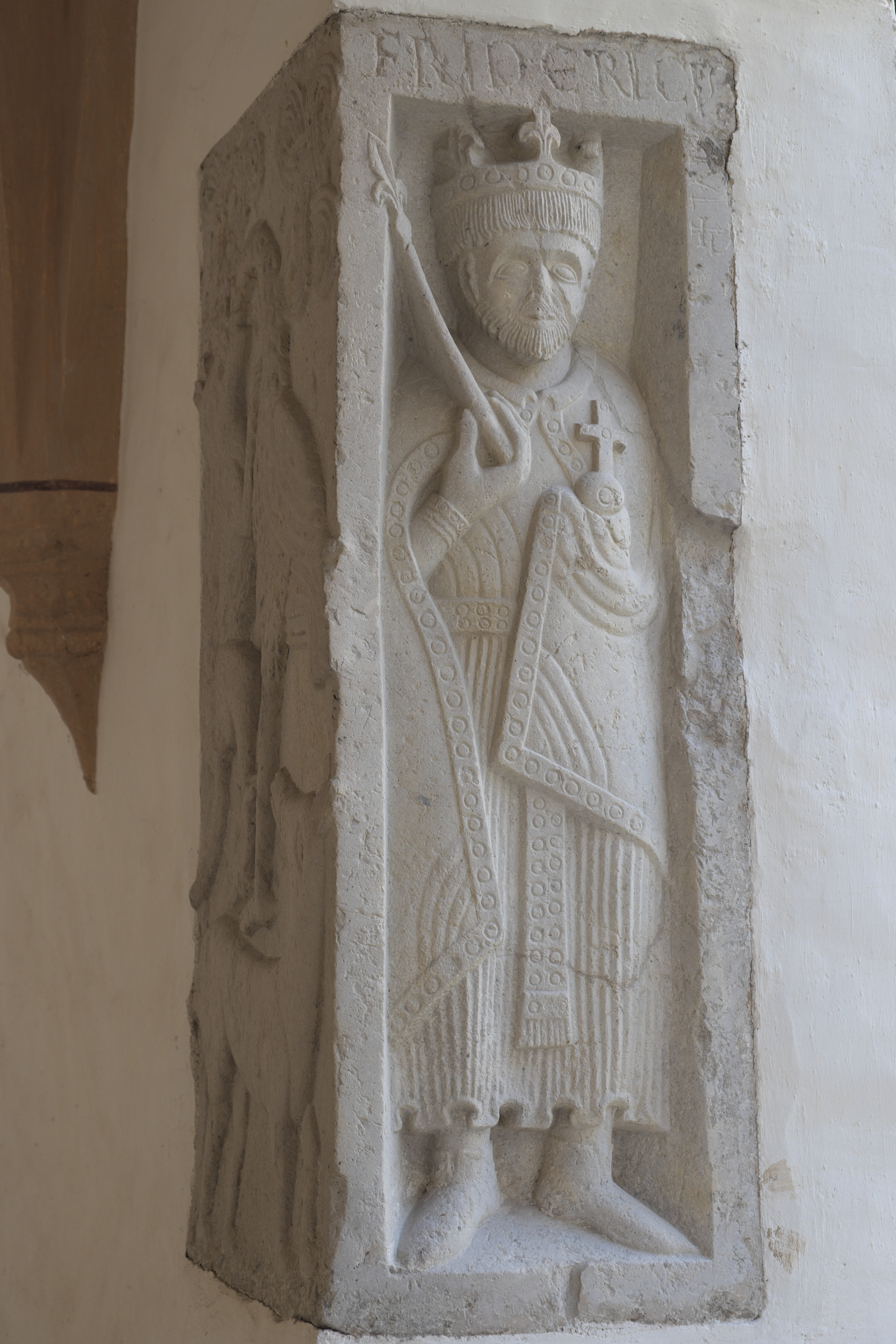
Kaiser Barbarossa
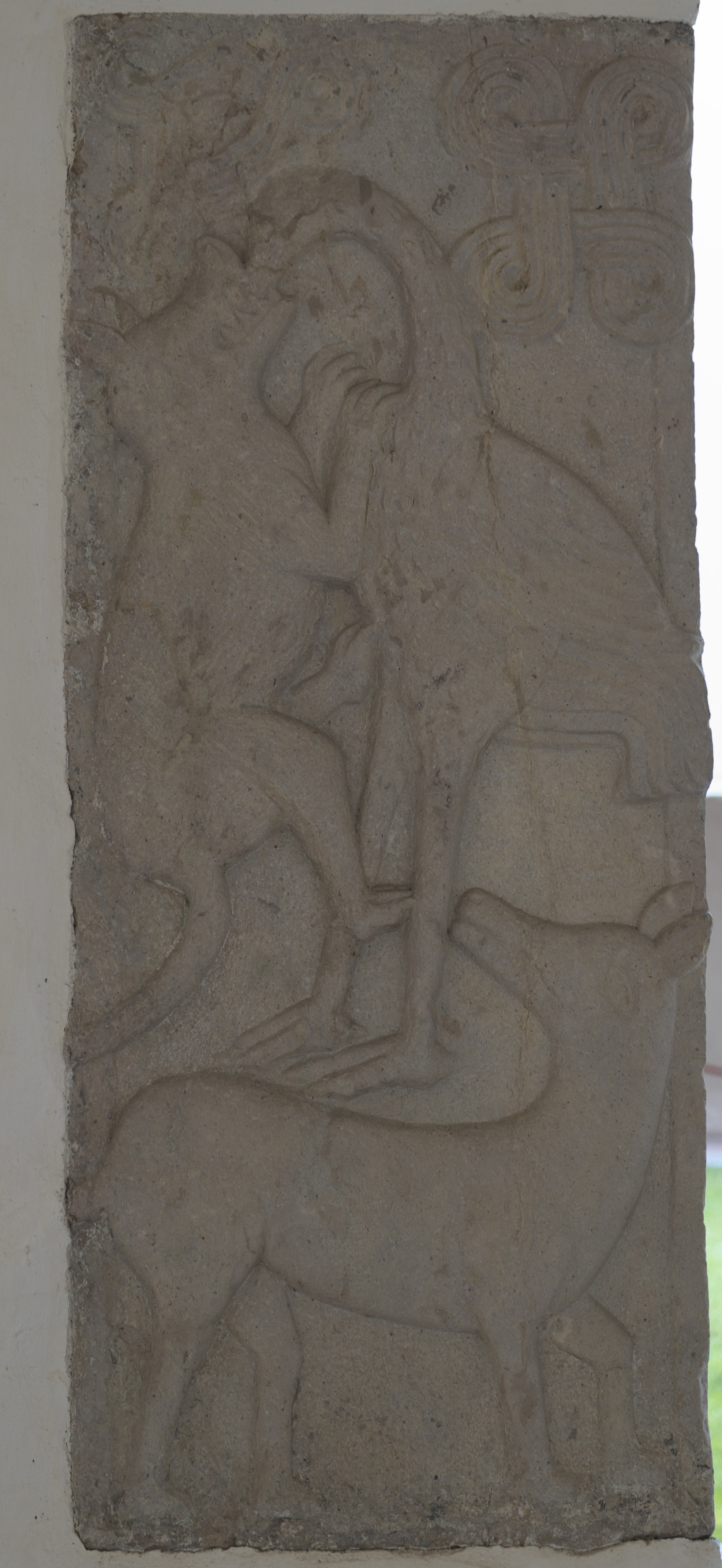
Fabel des Äsop

## Grabsteine
In den Boden des Kreuzgangs sind zahlreiche Grabsteine eingelassen. Die meisten der aus Rotmarmor gearbeiteten Grabplatten stammen aus der zweiten Hälfte des 14. bzw. aus der ersten Hälfte des 15. Jahrhunderts. Der älteste Stein ist mit 1348 datiert, der jüngste mit 1609. Die Grabsteine erinnern an Adelige und Geistliche und wohlhabende Reichenhaller Bürger, die vor allem durch die Salzgewinnung und den Salzhandel zu Wohlstand gelangt waren. Die Verstorbenen wurden ursprünglich nicht in den Galerien, sondern im Innenhof des Kreuzgangs bestattet.